# Stratford (Londyn)
Stratford – miasto Londynu, leżąca w gminie London Borough of Newham. W 2001 miasto liczyło 7292 mieszkańców.